# Mittelnaifermühle
Mittelnaifermühle ist ein Gemeindeteil der Gemeinde Simmelsdorf im Landkreis Nürnberger Land (Mittelfranken, Bayern). Mittelnaifermühle liegt in der Gemarkung Großengsee. Die Gemeindeteile Ober-, Mittel-, Unternaifermühle hatten am 30. Juni 2024 zusammen 16 Einwohner.

## Geografie
Die Einöde befindet sich im Tal des Naifer Bachs, ein wenig unterhalb von Sankt Helena.  Die Kreisstraße LAU 12 verläuft entlang des Naifer Bachs zur Obernaifermühle (0,2 km nördlich) bzw. zur Unternaifermühle (0,2 km südlich).

## Geschichte
Die erste Erwähnung von Mittelnaifermühle war im Jahr 1461.
Mit dem Gemeindeedikt (frühes 19. Jahrhundert) wurde Mittelnaifermühle der Ruralgemeinde Großengsee zugeordnet. Im Zuge der Gebietsreform in Bayern wurde Mittelnaifermühle am 1. Juli 1972 in die Gemeinde Simmelsdorf eingegliedert.

## Baudenkmäler
- Haus Nr. 1: Mühle